# Повноважна Комісія РНК по Донбасу (1920)
Повноважна Комісія РНК по Донбасу — комісія Раднаркому РСФРР на чолі із Левом Троцьким направлена на Донбас у листопаді 1920 року у зв’язку з важким становищем Донецького басейну як з боку стану виробництва, так і з боку умов життя шахтарів.

## Становище України
На той час більша частина території УНР, до якої входив Донецький басейн, була вже окупована військами Червоної армії РСФРР, хоча формально ці землі були приєднані лише Ризьким мирним договором.

## Створення комісії
Комісія була створена 11 листопада 1920 року відповідно до постанови ЦК РКП(б) на підставі особливої заяви Л. Троцького.